# گل لای
گل لای (نام علمی: Limosella aquatica) نام یک گونه از تیره گل‌میمونیان است.